# Gabriel Serra
Gabriel Serra (Torralba de Aniñón, ?-Cagliari, 13 de julio de 1484) fue un religioso aragonés del siglo XV, que entre otras distinciones fue abad de Veruela y arzobispo de Cagliari.

## Biografía
Fue miembro de la orden del Císter, siendo en 1439 procurador del Monasterio de Veruela. En 1449 fue elegido abad de dicho monasterio. Se trataba de una de los más altos cargos religiosos del reino de Aragón, con privilegio de pontificalia y pudiendo usar las vestimentas de obispo.
El abad era también el señor temporal de varias localidades como Vera de Moncayo, Alcalá de Moncayo, Bulbuente, Maleján, Litago, Purujosa o Pozuelo de Aragón, además de poseer propiedades en los valles del Huecha, Jalón y Ebro y fincas urbanas en Zaragoza, Calatayud, Tudela y Tarazona. Serra extendió las posesiones de la orden adquiriendo la zona vinícola de Ainzón en 1453 a cambio de 10 000 florines, lo que permitió al monasterio tener una producción de vino propia que comercializar junto a su excedente de cereal y lana usando sus propiedades urbanas como puntos comerciales.
En virtud de su rango participó en el capítulo general de Císter en 1455 y en las Cortes Generales de la Corona de Aragón de 1460. Llegó asimismo a ser general de su orden en Aragón y Navarra. Fue además capellán mayor y persona de confianza de la casa real, siendo así designado como ayo y confesor del entonces infante Fernando el Católico, que lo tuvo posteriormente como uno de sus consejeros de confianza. Particularmente se recuerda la contribución del monasterio que presidía Serra, a través de cenas reales y otros impuestos, para las celebraciones de la boda en 1469 del infante con Isabel de Castilla.
Una vez en el trono, el rey Católico le premió con el arzobispado de Cagliari en el reino de Cerdeña (entonces parte de la corona de Aragón) el 13 de enero de 1472. Durante su episcopado fue autor de unas memorias sobre la historia de la isla. Latassa lo cita como autor en 1476 sin citar la obra, probablemente en referencia a dicho tratado. La dignidad de arzobispo era una de las más altas de la isla sarda, pero escasamente dotada en medios económicos. Dado que en 1484 Serra era ya mayor, Fernando el Católico propuso al papa que la dignidad pasara al obispo de Doglia Pedro Pilares. Serra se mostró dispuesto a renunciar al cargo, pero murió el 13 de julio de 1484 antes de que el plan fuera aprobado por el papa.